# 金邊王宮
金邊王宮位於柬埔寨金邊，坐落於金邊東面，面对湄公河、洞里萨河、巴沙河交汇而形成的四臂湾。金邊王宮是綜合的建築群，當中包括舉行加冕儀式或王室活動的即位廳、舉行王室佛教儀式的佛教寺院「銀塔」及供柬埔寨君主的居住的宮殿等。

## 歷史
1863年，柬埔寨與法國簽訂保護條約，成為法屬柬埔寨，當時的首都位於烏棟。1866年，國王諾羅敦·安·吳哥在金邊重新建造一座新的王宮，並決定將首都由烏棟搬回金邊，法國亦有份協助建造的工程，因此建築風格上主體雖然是高棉的建築風格，但不少都具有歐式建築的特式，其中法國贈送的拿破崙亭頗為特別，隨後的十數年，建築群內的其他建築物都陸陸續續建成，包括即位廳和王家法院等，不過亦有不時建築物同時被拆卸重建。1910年代，西索瓦在位期間，他又為王宮帶來多項重要的貢獻，他重置了即位廳等，令建築物更富高棉及東南亞的特色。往後數十載，多位的國王，如諾羅敦·施漢諾及西索瓦·莫尼旺等，都分別為王宮修建了不同的地方。

## 旅遊

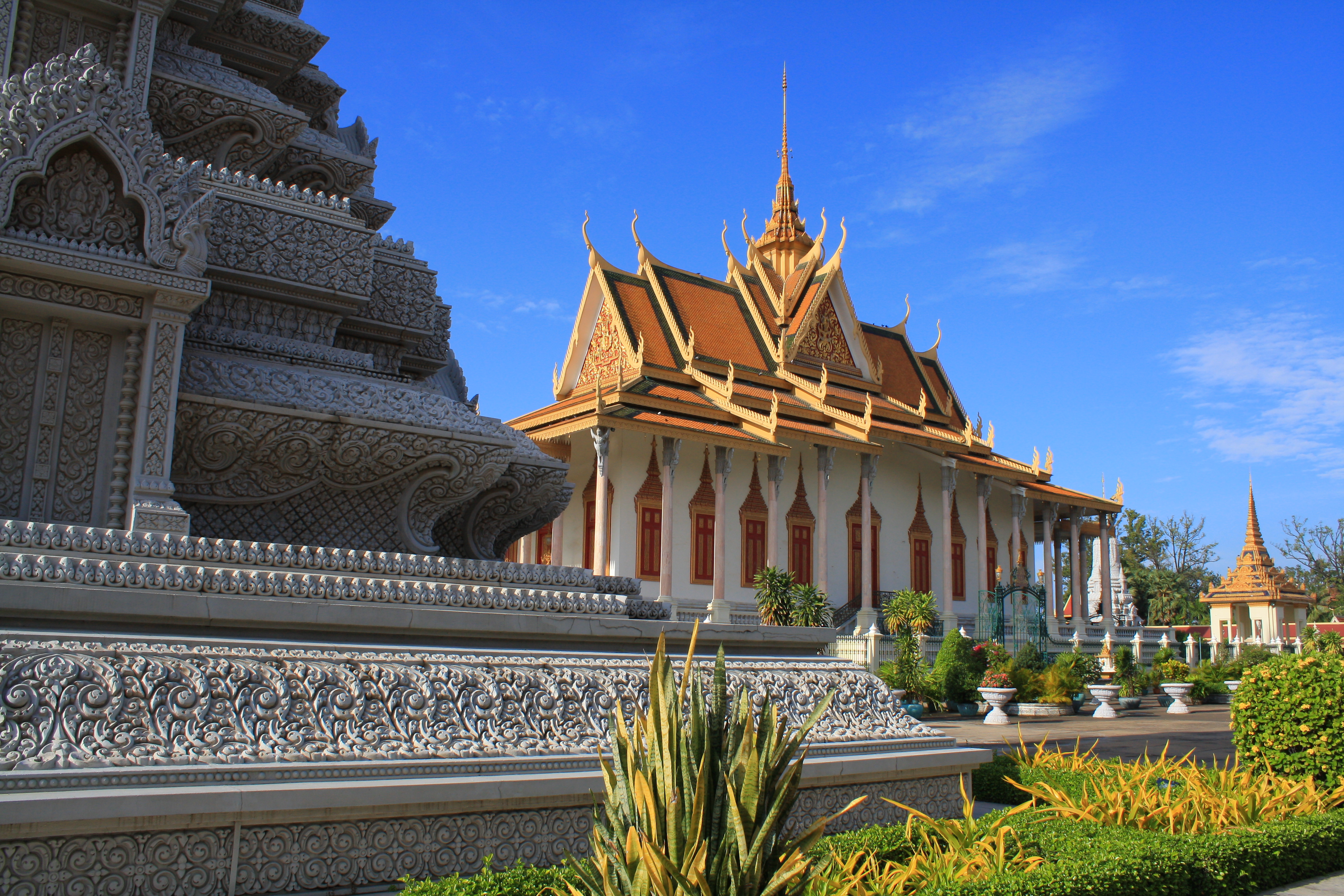
銀塔

隨著柬埔寨逐漸對外開放，旅遊業成為柬埔寨其中一項經濟來源，金邊王宮其混合高棉建築及法式殖民主義色彩的特色，每年都吸引大批遊客前往。其中中央即位廳建築的金塔，以及宮殿建築群南側的銀塔都是著名景地點，尤甚是銀塔。銀塔是柬埔寨王家寺廟，內里收藏了大量的國寶級佛像，及銀塔外圍迴廊的雕刻都極具吸引力。不過，王宮仍然是現任國王諾羅敦·西哈莫尼的住宅，故部分地區並不對外開放。

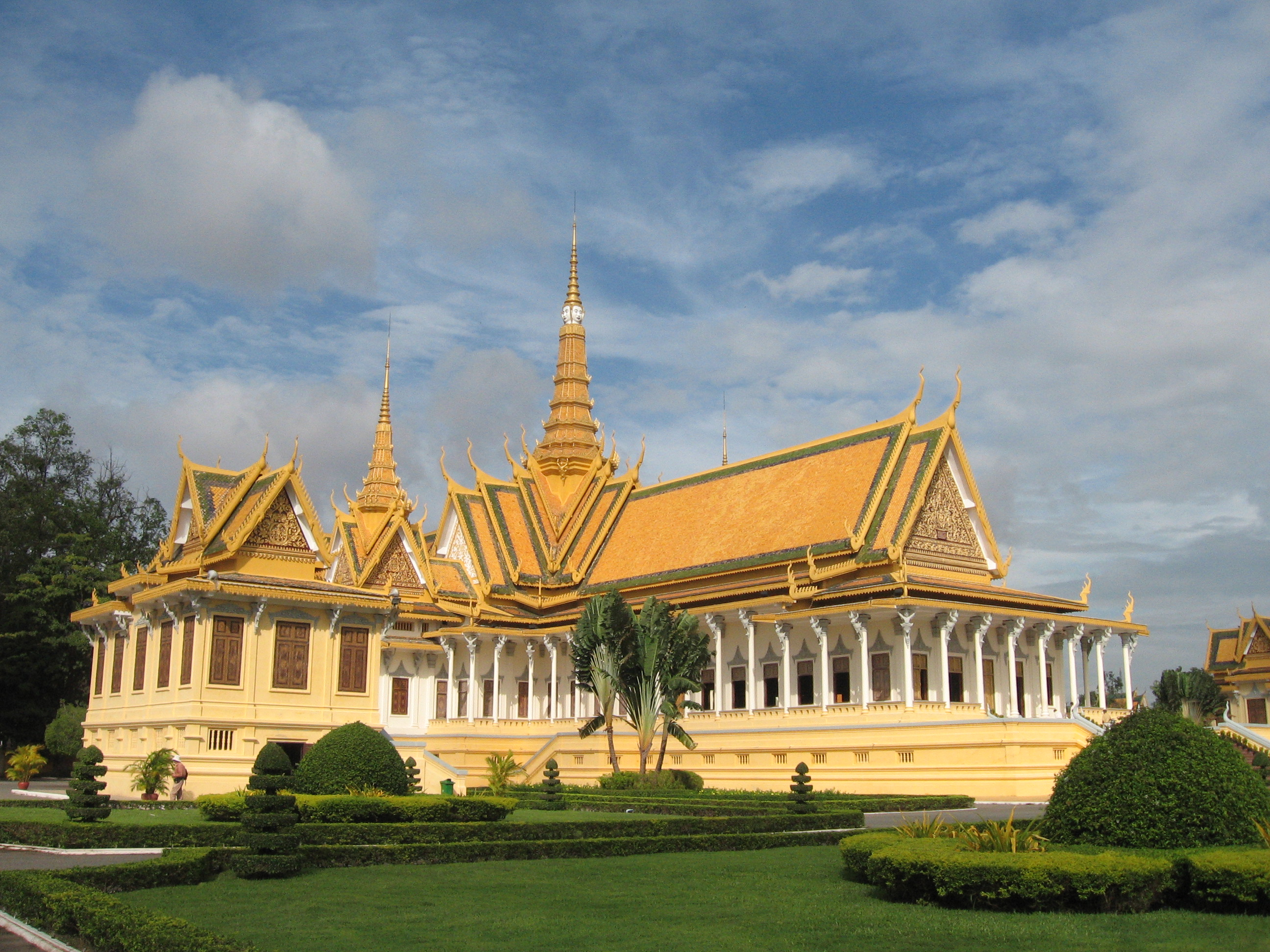
即位廳

金邊王宮禁止航拍，多名旅客因違令被扣查。